# Saint-Vincent-du-Lorouër
Saint-Vincent-du-Lorouër és un municipi francès situat al departament del Sarthe i a la regió de País del Loira. L'any 2007 tenia 904 habitants.

## Demografia

### Població
El 2007 la població de fet de Saint-Vincent-du-Lorouër era de 904 persones. Hi havia 407 famílies de les quals 168 eren unipersonals (59 homes vivint sols i 109 dones vivint soles), 121 parelles sense fills, 102 parelles amb fills i 16 famílies monoparentals amb fills.
La població ha evolucionat segons el següent gràfic:
Habitants censats

### Habitatges
El 2007 hi havia 544 habitatges, 414 eren l'habitatge principal de la família, 97 eren segones residències i 32 estaven desocupats. 438 eren cases i 25 eren apartaments. Dels 414 habitatges principals, 256 estaven ocupats pels seus propietaris, 154 estaven llogats i ocupats pels llogaters i 4 estaven cedits a títol gratuït; 79 tenien una cambra, 41 en tenien dues, 67 en tenien tres, 83 en tenien quatre i 144 en tenien cinc o més. 313 habitatges disposaven pel capbaix d'una plaça de pàrquing. A 165 habitatges hi havia un automòbil i a 151 n'hi havia dos o més.

### Piràmide de població
La piràmide de població per edats i sexe el 2009 era:
| Homes | Edats   | Dones |
| ----- | ------- | ----- |
| 0     | 95 o +  | 0     |
| 8     | 90 a 94 | 20    |
| 0     | 85 a 89 | 20    |
| 12    | 80 a 84 | 16    |
| 20    | 75 a 79 | 28    |
| 12    | 70 a 74 | 24    |
| 32    | 65 a 69 | 40    |
| 24    | 60 a 64 | 28    |
| 20    | 55 a 59 | 4     |
| 12    | 50 a 54 | 28    |
| 16    | 45 a 49 | 8     |
| 28    | 40 a 44 | 20    |
| 52    | 35 a 39 | 20    |
| 36    | 30 a 34 | 44    |
| 12    | 25 a 29 | 16    |
| 8     | 20 a 24 | 16    |
| 28    | 15 a 19 | 16    |
| 20    | 10 a 14 | 16    |
| 20    | 5 a 9   | 32    |
| 40    | 0 a 4   | 12    |

## Economia
El 2007 la població en edat de treballar era de 493 persones, 361 eren actives i 132 eren inactives. De les 361 persones actives 330 estaven ocupades (179 homes i 151 dones) i 32 estaven aturades (16 homes i 16 dones). De les 132 persones inactives 51 estaven jubilades, 40 estaven estudiant i 41 estaven classificades com a «altres inactius».

### Ingressos
El 2009 a Saint-Vincent-du-Lorouër hi havia 413 unitats fiscals que integraven 929,5 persones, la mediana anual d'ingressos fiscals per persona era de 15.020 €.

### Activitats econòmiques
Dels 30 establiments que hi havia el 2007, 2 eren d'empreses alimentàries, 2 d'empreses de fabricació d'altres productes industrials, 8 d'empreses de construcció, 5 d'empreses de comerç i reparació d'automòbils, 3 d'empreses d'hostatgeria i restauració, 1 d'una empresa d'informació i comunicació, 2 d'empreses immobiliàries, 2 d'empreses de serveis, 2 d'entitats de l'administració pública i 3 d'empreses classificades com a «altres activitats de serveis».
Dels 14 establiments de servei als particulars que hi havia el 2009, 1 era un taller de reparació d'automòbils i de material agrícola, 3 paletes, 3 lampisteries, 1 electricista, 2 perruqueries, 2 restaurants i 2 agències immobiliàries.
Dels 4 establiments comercials que hi havia el 2009, 1 era una botiga de menys de 120 m², 1 una fleca, 1 una carnisseria i 1 una botiga d'equipament de la llar.
L'any 2000 a Saint-Vincent-du-Lorouër hi havia 37 explotacions agrícoles que ocupaven un total de 1.932 hectàrees.

## Equipaments sanitaris i escolars
El 2009 hi havia una escola elemental integrada dins d'un grup escolar amb les comunes properes formant una escola dispersa.

## Poblacions més properes
El següent diagrama mostra les poblacions més properes.